# Bissetia lingulata
Bissetia lingulata är en bladmossart som beskrevs av Brotherus 1906. Bissetia lingulata ingår i släktet Bissetia och familjen Neckeraceae. Inga underarter finns listade i Catalogue of Life.